# Mi corazón
Mi corazón es el título del quinto álbum de estudio y segundo realizado en español grabado por la cantautora de pop latino y de música cristiana contemporánea estadounidense Jaci Velásquez. Fue lanzado al mercado bajo el sello discográfico Sony Discos el 8 de mayo de 2001. El álbum Mi corazón fue producido por Emilio Estefan, Jr., co-producido por Rudy Pérez, Desmond Child, Gaitán Bros, Jules Gondar, Mark Heimermann, Alejandro Jaén, Manuel López, Lewis A. Martineé, Archie Peña, Freddy Piñero, Jr y José Miguel Velásquez. El primer sencillo de este álbum, Cómo se cura una herida alcanzó el primer puesto en las listas Billboard Hot Latin Tracks y Billboard Latin Pop Airplay en los Estados Unidos en 2001, y se convirtió en una de las canciones más populares de la década.

El álbum recibió una nominación al Premio Grammy al Mejor Álbum Pop Latino en los 44°. entrega anual de los Premios Grammy celebrada el miércoles 27 de febrero de 2002.

## Lista de canciones
| Mi corazón |                                              |                                                                                           |          |  |
| N.º        | Título                                       | Escritor(es)                                                                              | Duración |  |
| 1.         | «Cómo se cura una herida»                    | Jorge Luis Piloto · Rudy Pérez                                                            | 4:31     |  |
| 2.         | «Bendito amor»                               | Emilio Estefan, Jr. · Gian Marco Zignago                                                  | 3:59     |  |
| 3.         | «Lo que nunca cambiaría»                     | Randall M. Barlow · Emilio Estefan · Jon Secada · Nicolás Tovar                           | 3:38     |  |
| 4.         | «Fuego de amor»                              | Alejandro Jaén                                                                            | 4:13     |  |
| 5.         | «Dueño de mi corazón»                        | Barry Graul · Mark Heimermann · Lissette Mélendez · Nate Salliel · Javier Solís           | 3:46     |  |
| 6.         | «Sin ti no puedo vivir»                      | Ricardo Gaitán · Alberto Gaitán · Emilio Estefan · Tony Mardini                           | 3:45     |  |
| 7.         | «Invierno de mi ser»                         | Desmond Child · Manuel López                                                              | 4:19     |  |
| 8.         | «Esta vez»                                   | José Miguel Velásquez                                                                     | 3:53     |  |
| 9.         | «Vida mía» (con Ángel López)                 | Lewis A. Martineé                                                                         | 4:34     |  |
| 10.        | «Déjame quererte para siempre»               | Rudy Pérez                                                                                | 4:33     |  |
| 11.        | «Pensando en mí»                             | Nick G.                                                                                   | 4:10     |  |
| 12.        | «Vaya con Dios»                              | Mark Heimermann · Ínez James · Buddy Carper · Bert Russell · Larry Russell · Javier Solís | 3:23     |  |
| 13.        | «Cómo se cura una herida» (Versión ranchera) | Jorge Luis Piloto · Rudy Pérez                                                            | 4:31     |  |
| 53:14      |                                              |                                                                                           |          |  |

## Créditos y personal
- Jaci Velásquez - vocales
- Ángel López - Artista invitado
- Rudy Pérez - Productor, arreglista, compositor, teclados, guitarra española
- Emilio Estefan Jr. - Productor
- Carlos Álvarez - Ingeniero
- Jorge Calandrelli - arreglos de cuerda
- Ed Calle - Saxofón
- Randy Cantor - Programación Teclado
- Christopher Carroll - Ingeniero
- Brian Coleman - Coordinación de Producción
- Tony Concepción - Trompeta
- Luis Conte - Percusión
- Jorge del Barrio - arreglos de cuerda
- Rob Eaton - Ingeniero
- Mike Fuller - Masterización
- Chris Gehringer - Masterización
- Julio Hernández - Bajo eléctrico
- Leyla Hoyle - Voz (bckgr)
- Ted Jensen - masterización
- Lee Levin - Batería
- Manny López - Guitarra, Arreglista
- Lester Méndez - Arreglista, Productor, Ingeniero, Programación Teclado
- Don Murray - Ingeniero
- Wendy Pederson - Voz (bckgr)
- Archie Peña - Percusión
- Rita Quintero - Voz (bckgr)
- Mario DeJesús - Ingeniero
- César Sogbe - Ingeniero, Ingeniero de Mezcla
- Rafael Solano - Percusión
- Dana Teboe - Trombón
- Raul Midón - Voz (bckgr)
- Michael Hart Thompson - guitarra (acústica), guitarra (eléctrica)
- Mario Lucy - Ingeniero
- Bruce Weeden - Ingeniero
- Dan Warner - guitarra (eléctrica)
- Mario Houben - Diseño Gráfico
- Jim Hacker - Trompeta
- Dennis Nieves - Voz (bckgr)
- Alfredo Oliva - Concert Master
- Richard Bravo - Percusión
- Marcos Nathan - Ingeniero
- Corey Rooney - Arreglista
- Juan Carlos Ulloa - Ingeniero
- Marcello Azevedo - guitarra (acústica), Arreglista, batería, programación del teclado
- Omar Cruz - Fotografía
- Alejandro Campos - Arreglista
- Carlos Gatos Valldejuli - Coordinación de Producción
- Javier Carrillo - Guitarra
- Andreas Carlsson - Guitarra, Teclado Programación
- Miami Symphonic Orchestra - Orquesta
- Jimmy Johnson - Bajo
- Jules Gondar - Ingeniero
- Carlos Paucar - Ingeniero
- Lena Pérez - Voz (bckgr)
- Andrés Bermúdez - Ingeniero Asistente
- Craig Lozowick - Ingeniero
- Nathan Malki - Ingeniero
- Germán Ortíz - Ingeniero
- Julio C. Reyes - arreglos de cuerda

## Sencillos
1. Cómo se cura una herida (se realizó un videoclip para este sencillo)
2. Déjame quererte para siempre (se realizó un videoclip para este sencillo)
3. Dueño de mi corazón
4. Esta vez
5. Vida mía (dúo con Ángel López)
6. Vaya con Dios
7. Bendito amor

- Datos: Q6012415